# Mildrixia
Mildrixia é um gênero de mariposa pertencente à família Crambidae.